# Aéroport Central-Ciudad Real
Pour les articles homonymes, voir CQM.
L'aéroport Central-Ciudad Real est un aéroport ouvert en décembre 2008 situé au sud de la ville de Ciudad Real en Espagne. Il s'agit du premier aéroport international d'Espagne à être entièrement financé par le secteur privé.
Les opérations sur le site ont duré trois ans jusqu'en avril 2012, lorsque sa précédente société de gestion a déposé le bilan, faute de rentabilité et a été mise sous séquestre, après que le dernier exploitant aérien, la compagnie aérienne à bas prix Vueling a retiré sa dernière route de l'aéroport. Il est resté fermé pendant sept ans jusqu'à sa réouverture en septembre 2019.

## Histoire

### Projet et débuts
Ouvert en décembre 2008, le coût de construction de l'aéroport a été d'1,1 milliard d'euros et il comprenait une piste de plus de 4 000 m de long et 60 m de large, une des plus longues d'Europe,, capable d'accueillir des Airbus A380.
L'aéroport était conçu pour desservir à la fois la côte andalouse et Madrid, deux zones situées à moins d'une heure de train à grande vitesse (LGV Madrid - Séville) à partir de l'aéroport. Il prévoyait à l'origine d'accueillir 2,5 millions de passagers par an, un chiffre qui devait à terme atteindre les 7 millions. Pour y arriver, l'aéroport espérait notamment attirer les vols de compagnies aériennes à bas prix destinés à la capitale espagnole.
L'aéroport voulait ainsi se poser en rival de l'aéroport international Madrid-Barajas.

### Difficultés et faillite
Néanmoins, en 2009, l'aéroport accueille à peine 53 000 passagers, et à peine plus de 10 000 entre janvier et avril 2010.
Quant à la ville de Ciudad Real (75 000 habitants seulement), elle ne parvient pas à générer un trafic suffisant pour rentabiliser l'aéroport.
Bientôt, l'aéroport n'accueille plus que quelques vols hebdomadaires. Il est ainsi placé  en juin 2010 en liquidation judiciaire par un tribunal régional, ne pouvant faire face à ses dettes.
En décembre 2011, un dernier vol commercial a lieu, et à partir de ce moment, l'aéroport n'accueille plus que quelques vols privés.
Trois ans après son ouverture, il ferme finalement ses portes en avril 2012. Après avoir licencié près de deux cents salariés, la société propriétaire CR Aeropuertos n'en emploie plus qu'une douzaine.
L'aéroport central de Ciudad Real est l'un des principaux échecs de la spéculation immobilière dont souffre l'Espagne au début du XXIe siècle.
En août 2013, l'aéroport est mis en vente aux enchères avec un prix de départ de 100 millions d'euros. En 2015, la justice espagnole écarte une proposition de rachat de 10 000 euros. L'aéroport est finalement vendu en 2016 à CRIA (CR International Airport SL) pour 56,2 millions d'euros. En raison des difficultés financières et bureaucratiques, la vente n'est effective qu'en 2018. La plateforme aéroportuaire est finalement rouverte en septembre 2019 et peu après, la société irlandaise Direct Aero Services y installe une base de maintenance. La société espagnole Jet Aircraft Services (JAS) ouvre également une base de démantèlement d'avions en décembre 2019. 

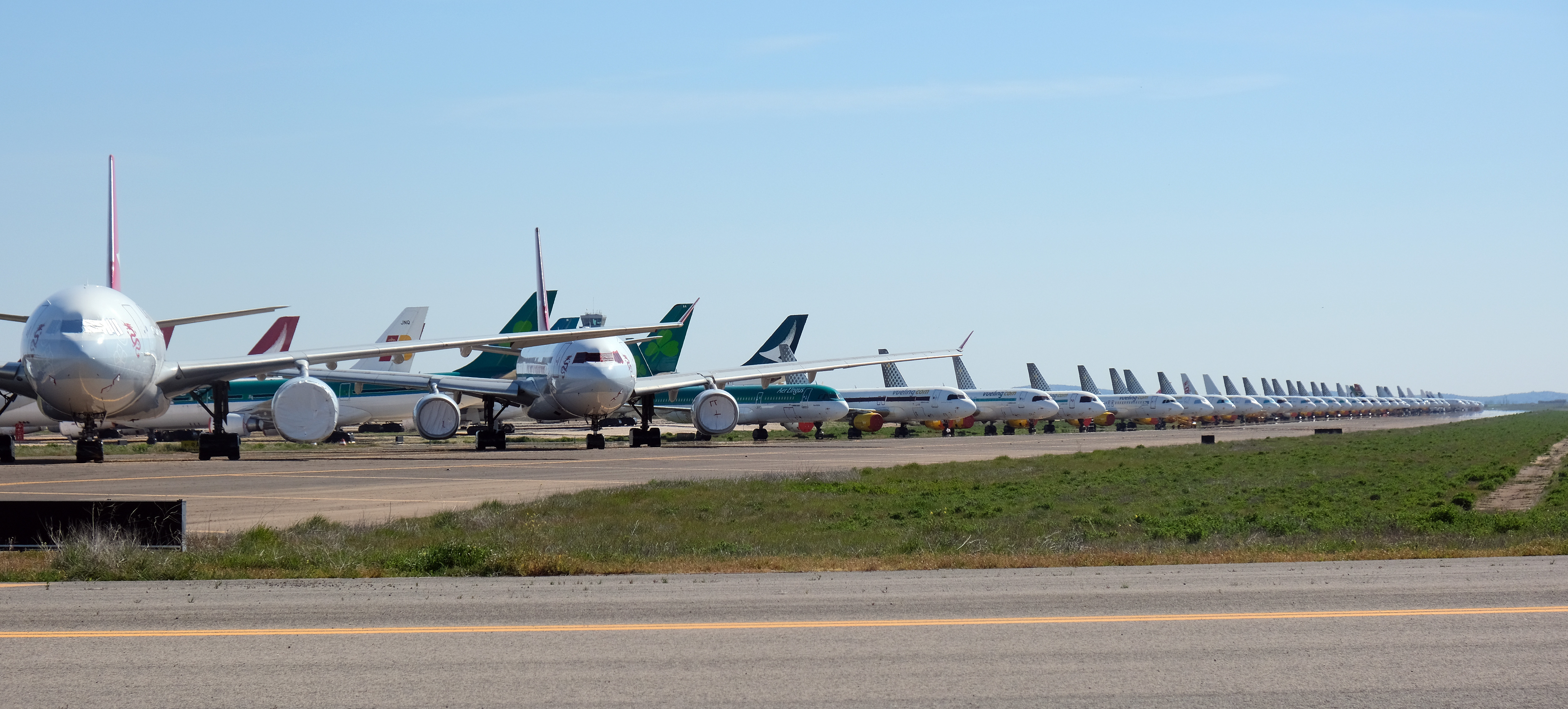
2021

En mai 2020, des vols de fret atterrissent de nouveau à l'aéroport, dans le cadre d'un pont aérien depuis Guangzhou pour apporter du matériel médical pendant la pandémie de Covid-19. Ce même mois, les premiers avions arrivent sur l'aéroport en raison de cette pandémie pour être mis en stockage, notamment ceux des compagnies Virgin Atlantic et Vueling.

### Dans la culture populaire
En septembre 2012, l'aéroport accueille pendant six jours l'équipe de tournage du film Les Amants passagers de Pedro Almodóvar, avec une reconstitution d'Airbus A340.
Une rubrique de l'émission automobile Top Gear (saison 20, épisode 3) y est tourné en 2013.